# The Order of Release, 1746
The Order of Release, 1746 är en oljemålning av den engelske konstnären John Everett Millais. Målningen kallas också för Befrielsen på svenska. Den målades 1852–1853 och ingår sedan 1898 i Tate Britains samlingar i London. 
Målningen skildrar en jakobit som fängslats efter engelsmännens seger över Bonnie Prince Charlies armé i slaget vid Culloden 1746. Hustrun överlämnar ett dokument med beslut om hans frigivning till den engelske fångvaktaren. I prerafaelitisk anda var Millais mycket noga med detaljerna och tartanen på mannens kilt anger att han tillhör klanen Gordon. Av dotterns klädsel framgår att hustrun tillhör klanen Drummond.
Millais tycks ha hittat på motivet på egen hand även om han kan ha inspirerats av Walter Scotts böcker såsom Waverley. Som modell för kvinnan stod Effie Gray som blev hans fru 1855. Vid målningens tillkomst var hon dock fortfarande gift med konstkritikern John Ruskin. Boken The Order of Release, the story of John Ruskin, Effie Gray and John Everett Millais told for the first time in their unpublished letters (1947) av Millais och Grays barnbarn amiral William James handlar om detta triangeldrama.
Målningen ställdes ut på Royal Academy of Arts 1853 där den blev en stor framgång för konstnären.